# Róbert Tomík
Róbert Tomík (* 12. prosince 1976 v Ilavě, Československo, dnes Slovensko) je bývalý slovenský hokejista. Jedná se o odchovance klubu HC Dukla Trenčín, hrál na pozici pravé křídlo.
Hráčskou kariéru začal v Dukle Trenčín, prošel Slovanem Bratislava, v české extralize nastupoval za Karlovy Vary, Spartu, Vsetín a Zlín. Byl i na zkoušce v Simbiru Novosibirsk, 11 utkání sehrál ve Švédsku za Malmö Redhawks.

## Hráčská kariéra
- 2000/2001 HC Karlovy Vary
- 2001/2002 HC Sparta Praha
- 2002/2003 HC Sparta Praha
- 2003/2004 Nuermberg Ice Tigers (Německo)
- 2004/2005 HC Karlovy Vary, Tappara Tampere (Finsko), Nuermberg Ice Tigers (Německo)
- 2005/2006 HC Vsetín, Malmö Redhawks (Švédsko)
- 2006/2007 HC Hamé Zlín, Malmo IF (Švédsko), Simbiru Novosibirsk (Rusko)
- 2007/2008 HC Oceláři Třinec
- 2008/2009 HC Oceláři Třinec
- 2009/2010 HC Košice
- 2010/2011 HC Košice

## Reprezentace
- Statistiky reprezentace na Mistrovstvích světa a Olympijských hrách:[1]

| Turnaj       | Místo konání                            | Z | G | A | B | Umístění      | Soupisky         |
| ------------ | --------------------------------------- | - | - | - | - | ------------- | ---------------- |
| MS 2002      | Švédsko (Göteborg, Jönköping, Karlstad) | 6 | 3 | 0 | 3 | Zlatá medaile | Soupiska MS 2002 |
| Celkem na MS |                                         | 6 | 3 | 0 | 3 |               |                  |